# Wojownicy (film 1994)
Wojownicy (ang. Warriors) – kanadyjsko-izraelski film z 1994 roku w reżyserii Shimona Dotana.

## Obsada
- Michael Paré jako Colin Neal
- Gary Busey jako Frank Vail
- Matthew Macfadyen jako Szeregowy Alan James
- Wendii Fulford jako Jody Richardson
- Catherine MacKenzie jako Janice Neal